# Harangozó Teri
Harangozó Teri (Bátya, 1943. augusztus 8. – Budapest, 2015. szeptember 8.) magyar énekesnő. 1977-ig, Katona Klári színre lépéséig ő volt az egyetlen női előadó Magyarországon, akinek önálló nagylemeze jelenhetett meg a korszak három nagy emblematikus énekesnőjén (Kovács Kati, Koncz Zsuzsa, Zalatnay Sarolta) kívül. Öt évtizedes pályafutása alatt a magyar tánczene szimbolikus alakjává vált.

## Pályafutása
Az 1965-ös Ki mit tud?-on tűnt fel, majd 1966-ban Magyarország első aranylemezének tulajdonosa lett a „Minden ember boldog akar lenni” című dallal. Állandó szereplője volt a táncdalfesztiváloknak, ahol 1968-ban és 1969-ben 2. helyezést ért el a „Sose fájjon a fejed” és a „Szeretném bejárni a földet” című dalokkal.
Legnagyobb slágere a „Mindenkinek van egy álma”, amelyet az 1968-as Made in Hungary bemutatón adott elő. Kb. 100 dala jelent meg kislemezen. 4 önálló albuma van.
Az 1970-es évektől virágénekeket is énekelt Benkő Dániel lantkíséretében. Az 1990-es évek végén a Sziget Fesztiválon is fellépett.
2000-ben a Ruttkai Éva Színházban bemutatott A kaktusz virága c. darabban játszott.
Külföldön Terry Black néven is fellépett és készített lemezeket.

## Halála

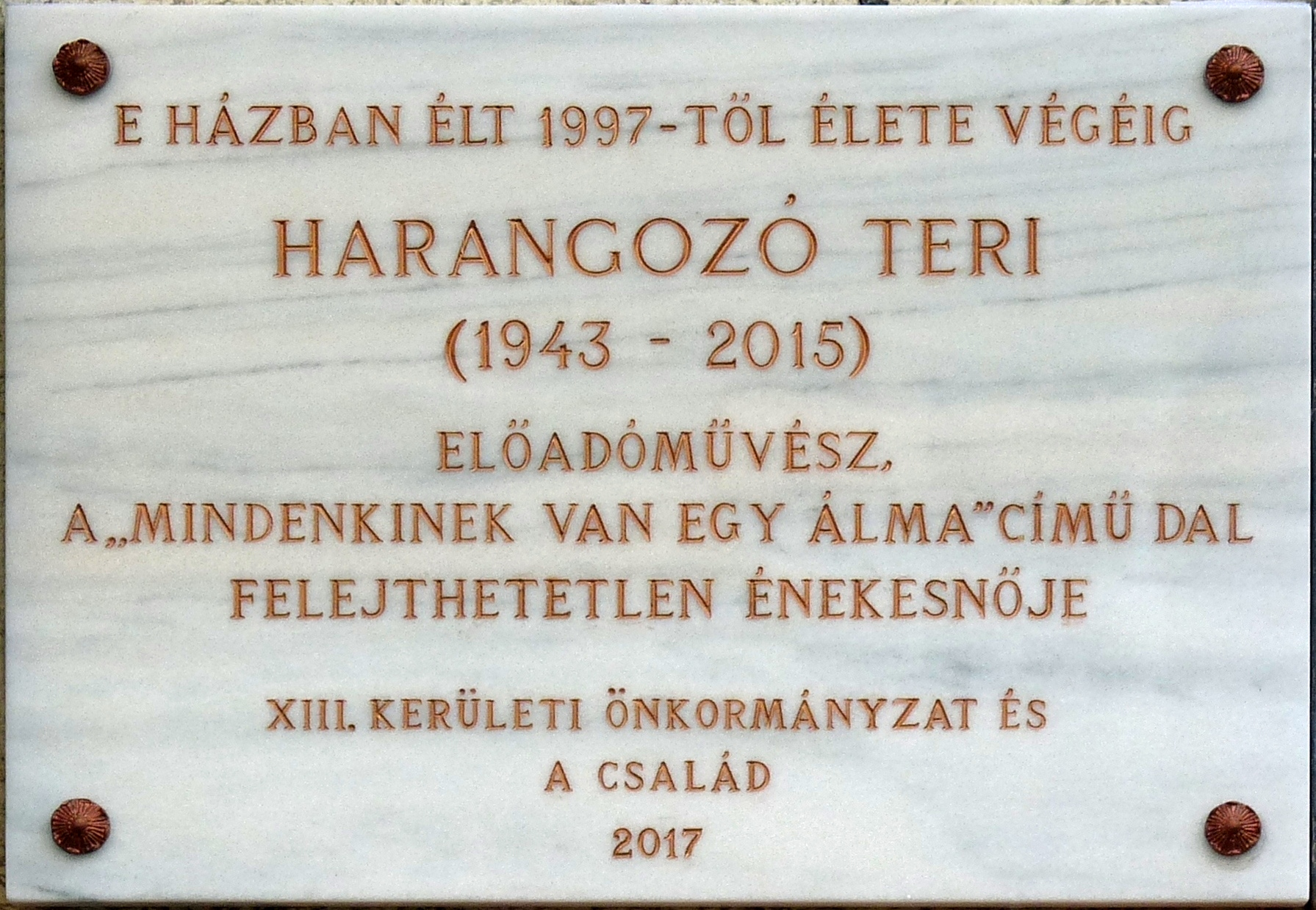
Emléktáblája egykori lakóházának falán (Budapest XIII. kerület, Hollán Ernő utca 41.)

A család tudatta, hogy Harangozó Teri egy gyors lefolyású tüdőbetegség következtében hunyt el. 2015. szeptember 26-án búcsúztatták pályatársai, tisztelői a budapesti Szent István-bazilikában, majd délután szűk családi körben helyezték örök nyugalomra szülőfalujában, Bátyán szülei sírjában. A ravatalnál Aradszky László, Koós János és Poór Péter mondott búcsúbeszédet.

## Díjak
- Táncdalfesztivál - Előadói-díj (1968)
- Táncdalfesztivál - Nemzetközi Dalfesztivál - II. díj (1968)
- Táncdalfesztivál - Arany Mikrofon-díj (1969)
- Saulus Publika Rend (1998)
- Záray-Vámosi Emlékdíj (2003)
- Magyar Toleranciadíj (2011)
- Tisztelet-díj - (Szépkorúak Tisztelet Társasága, 2011)

## Legismertebb dalai
- 1966 Minden ember boldog akar lenni
- 1967 Teenager Melody
- 1967 Mindennap
- 1967 Egy láda arany - közösen Ambrus Kyrivel, Magay Klementinával és Zoránnal
- 1968 Mindenkinek van egy álma
- 1968 Sose fájjon a fejed!
- 1968 Még elkísér
- 1969 Azok a szép napok
- 1969 A zápor
- 1969 Szeretném bejárni a földet
- 1969 Ördögtánc
- 1969 Nehéz dolog a szerelem
- 1972 Hálás szívvel köszönöm
- 1972 Mámor
- 1976 Lánynak születtem
- 1976 Óriáspénz
- 1976 Hidd el!
- 1977 Szeretném, ha féltékenyebb volnál
- 1978 Ma valakinek hiányzom
- 1980 Banánvirág
- 1980 Chiquitita[10]
- 1989 Mama, úgy szeretlek én[11]
- 1992 Egyetlen szív
- 1992 Szeretetre szomjasan[12]

## Filmszerep
- 1969: Bözsi és a többiek (Hálátlan kisfiú),[13]  (Nehéz dolog a szerelem)[14])
- 1976: Fekete gyémántok (magyar film)
- 1992: Kutyakomédiák (A bosszúálló)

## Tévéshow
1982-ben 20 perces tv-show készült vele, 13 dallal, adás: 1983. március 13.
- Ha neked is jó
- Azok a szép napok
- Szeretném bejárni a földet
- Mámor
- Szegény Joe
- Álmodj velem
- Az első lépés a férfié
- Chiquitita
- Lánynak születtem
- Hiába
- Ördögtánc
- Mindenkinek van egy álma
- Banánvirág

## Diszkográfia

### Albumok
- 1969 Bim-bam (LP)
- 1976 Lánynak születtem (LP, MC)
- 1987 Álmodj velem (MC)[16]
- 1992 Minden ember boldog akar lenni (MC)
- 1999 Minden ember boldog akar lenni (Bónusz: Mama, úgy szeretlek én; virágénekek (CD)[1]
- 2001 Sose fájjon a fejed (CD, MC)

### Kislemezek

#### Ausztria
- Du hast mich gefragt / Gib nicht auf (1969)

#### Magyarország
Mintegy 100 dala jelent meg kislemezen 1966 és 1978 között.

### Kiadatlan rádiófelvételek
- 1973: Nekem csak vele kell a szerelem
- 1974: A csillagok útja vár (Máté Péter–S. Nagy István)[17]
- 1974: Aki boldog
- 1975: Azt hittem, hogy a nagy szerelmet én találtam fel (Zsoldos B.–Kovács F.–Bradányi Iván)
- 1976: Olyan régóta tetszel nekem
- 1978: Örökzöld
- 1978: Az első lépés a férfié[18] (A far l'amore comincia tu)
- 1978: Jöjj már (Mikó Balázs–S. Nagy István)[19]
- 1980: Chiquitita
- 1980: Banánvirág
- 1981: Nem akarom tudni (Mészáros Ágnes)[20]
- 1981: Hiába (Wolf Péter–S. Nagy István)[21]
- 1982: Engedj tovább (Szigeti Edit)[22]
- 1989 Mama, úgy szeretlek én (Dobos Attila–Szenes Iván)

### Virágénekek
- Ellopták a szívemet
- Zöld erdő harmatát
- Jaj, gyöngyvirágom
- Hová készülsz, szívem
- De mit töröm fejemet
- Asszonyi mesterség
- Adjon isten jó éjszakát
- Szerenád
- Hej, rózsa, harmatos
- Kis Babette
- Óriáspénz